# María Canals Barrera
Mariah Pilar Canals Barrera (Miami, 28 de setembro de 1966) é uma atriz e dubladora norte-americana, formada em teatro pela Universidade de Miami. É bastante conhecida por interpretar Theresa Russo na série Os Feiticeiros de Waverly Place.

## Trabalhos

### Séries
| Ano         | Título                               | Papel                             |
| 2024        | Os Feiticeiros Além de Waverly Place | Theresa Russo                     |
| 2018        | Fuller House                         | Nadia Guerreiro (Mãe do Fernando) |
| 2018        | Knight Squad                         | Saffron                           |
| 2016        | The Big Bang Theory                  | Issabela Concepcion               |
| 2014        | Baby Daddy                           | Carol Beltran                     |
| 2007 - 2011 | Os Feiticeiros de Waverly Place      | Theresa Russo                     |
| 2007        | The Loop                             | Agente Denise                     |
| 2006        | George Lopez                         | Claudia                           |
| 2004        | Curb Your Enthusiasm                 | Delilah - Hygienist               |
| 1993        | Onde Está Key?                       | Fig                               |
| 1990        | Anjos da Lei                         | Rosina                            |

### Filmes
| Ano  | Título                                   | Papel                       |
| 2019 | Sweet Inspirations                       | Bonnie                      |
| 2016 | Deus Não Está Morto 2                    | Catherine Thawley           |
| 2013 | Wizards of Waverly Place: Alex vs Alex   | Theresa Russo               |
| 2011 | Larry Crowne                             | Lala/Celestina              |
| 2010 | Camp Rock 2: The Final Jam               | Connie Torres               |
| 2009 | Os Feiticeiros de Waverly Place: O Filme | Theresa Russo               |
| 2008 | Camp Rock                                | Connie Torres               |
| 2002 | The Master of Disguise                   | Sophia                      |
| 2001 | Os Queridinhos da América                | Assistente de Gwen Harrison |
| 1995 | Mi Família                               | Irene                       |
| 1993 | Um Tira e Meio                           | Mrs. Bobo #2.               |

### Dublagem
| Ano        | Título                            | Personagem          |
| 2017       | Sofia the First                   | Égua da Névoa       |
| 2017       | Jovens Titãs: O Contrato de Judas | Bianca Reyes        |
| 2016       | Ultimate Homem-Aranha             | Rio Morales         |
| 2007- 2015 | Phineas & Ferb                    | Sra. Garcia/Shapiro |
| 2004-2007  | Danny Phantom                     | Paulina             |
| 2004-2006  | Liga da Justiça sem Limites       | Mulher-Gavião       |
| 2005       | A Família Radical: O Filme        | Sunset Boulevardes  |
| 2003       | Scooby-Doo e o Monstro do México  | Sofia               |
| 2001       | A Família Radical                 | Sunset Boulevardes  |
| 2001-2004  | Liga da Justiça                   | Mulher-Gavião       |

## Vida pessoal
Casou-se com o ator David Barrera em 1999, com quem tem dois filhos. 